# True Faith
True Faith o Truefaith es una banda musical de Filipinas, que se inició en 1992, y desde entonces, se ha convertido en una de las más populares en su país de origen. La banda tomó su nombre en el éxito de New Order "Fe verdadera", revelando la nueva ola del grupo de origen. En primer lugar, a mediados de los años 80 fue la nueva oleada de pop breezy su fórmula, pero el grupo finalmente se aventuró a seguir en la corriente principal en su natal Filipinas, que abarcaba firmemente en medio de la carretera de las listas más importantes en los ranking de radioemisoras. Actualmente, la banda cuenta con 11 álbumes más vendidos en su trayectoria. Su música ha sido descrita como una mezcla de jazz, folclórica, pop y rock.

## Miembros actuales
- Medwin Marfil - voz
- Eugene Marfil - guitarra acústica / voz
- Bimbo Yance - bajo y guitarra
- Allan Elgar - guitarra
- Jake Lumacad - teclados
- Benedicto Esguerra - bidones

## Antiguos miembros
- Caryl Campos
- Eazer Pastor
- Ferdie Márquez
- Francisco Guevara
- Yeng Remulla
- Jay Valencia
- Junio Dizon
- Carlo Sison
- Kenneth Ilagan

## Discografía
- Perfect (1993)
- Beyond Doubt (1994)
- Build (1995)
- Looking Up (1997)
- Bliss (1998)
- Memories Are Cheap: The Best of TrueFaith 1993-2000 (2000)
- Legalized Intense Vague Emotions (2001)
- Truefaith Live: Myxed Emotions At Halo-Halo (2001)
- Grace (2002)
- Eto Hits...Acoustic (2004)
- Stray To Be Found (2006)
- Dream Journal: The Very Best of Truefaith 1993-2007 (2007)
- Love Parade (2010)